# Jhené Aiko
Jhené Aiko, celým jménem Jhené Aiko Efuru Chilombo, (* 16. března 1988 Los Angeles) je americká zpěvačka. V roce 2002 nazpívala píseň „Cherry Pie“ na soundtrack filmu Pán převleků. V té době se rovněž podílela na několika albech skupiny B2K. V roce 2011 vydala svůj první mixtape nazvaný Sailing Soul(s) a o dva roky později následovalo první EP Sail Out. Svou první dlouhohrající desku Souled Out vydala v roce 2014. Rovněž vystupovala v několika videoklipech k písním jiných umělců. Je mladší sestrou zpěvačky Mila J. V letech 2005 až 2008 byl jejím přítelem zpěvák O'Ryan, roku 2008 se jim narodila dcera. Později se provdala za producenta jménem Dot da Genius, s nímž se roku 2017 rozvedla. Je vegankou.